# George Reeves
George Reeves (geboren als George Keefer Brewer; Woolstock (Iowa), 5 januari 1914 – Los Angeles, 16 juni 1959) was een Amerikaans acteur, die vooral bekend is geworden door zijn rol als Superman in de televisieserie Adventures of Superman. Tevens wordt hij tot op de dag van vandaag herinnerd vanwege het raadsel omtrent zijn plotselinge dood op 45-jarige leeftijd. Volgens het politierapport zou hij zelfmoord hebben gepleegd door zichzelf door het hoofd te schieten, maar er doen tot op heden geruchten de ronde dat hij vermoord zou zijn of onbedoeld het slachtoffer zou zijn geworden van een schietpartij.

## Biografie

### Jonge jaren
Reeves werd geboren in Woolstock als zoon van Don Brewer en Helen Lescher. Zijn ouders waren ten tijde van zijn geboorte vijf maanden getrouwd, daarom gaf zijn moeder jarenlang april op als zijn geboortemaand. De twee scheidden kort na zijn geboorte en Helen vertrok met Reeves naar Galesburg, Illinois. Daar trouwde ze in 1927 met Frank Bessolo, die Reeves adopteerde als zijn eigen zoon. Reeves nam daarom de achternaam van zijn stiefvader aan. Volgens biograaf Jim Beaver wist Reeves jarenlang niet beter dan dat Frank Bessolo zijn biologische vader was. Het huwelijk van Frank en Helen Bessolo duurde 15 jaar en eindigde in een scheiding.
Reeves begon op de middelbare school met acteren en zingen. Hij bleef ook tijdens zijn studie aan het Pasadena Junior College geregeld optreden op het toneel. Reeves hield zich tevens bezig met boksen, totdat zijn moeder hem hiermee liet stoppen.
Tijdens zijn acteerstudie aan het Pasadena Playhouse leerde Reeves zijn latere vrouw kennen, Ellanora Needles. Ze trouwden op 22 september 1940. Hun huwelijk strandde na 10 jaar. De twee kregen geen kinderen.

### Acteercarrière
Reeves' filmcarrière begon in 1939 met een rol als Stuart Tarleton in Gone with the Wind. Hij stond toen onder contract bij Warner Brothers. Rond dezelfde tijd veranderde hij officieel zijn achternaam naar Reeves.
Hij trad nadien in meerdere korte B-films op, waaronder twee met Ronald Reagan en drie met James Cagney (Torrid Zone, The Fighting 69th, en The Strawberry Blonde). Warners leende hem uit aan producer Alexander Korda voor de film Lydia. Nadat zijn contract bij Warners afliep, tekende Reeves een contract bij Twentieth Century-Fox. Dit contract werd al na een paar films ontbonden. Als freelance acteur speelde hij mee in vijf westerns van Hopalong Cassidy. Daarna werd hij door regisseur Mark Sandrich gecast als luitenant John Summers in So Proudly We Hail! (1942), een oorlogsdrama voor Paramount Pictures. Deze rol maakte hem bij een groot publiek bekend.
In 1943 werd Reeves opgeroepen voor dienstplicht. Hij kwam terecht bij de U.S. Army Air Forces, waar hij optrad in de USAAF's Broadway-show Winged Victory. Het toneelstuk werd later ook verfilmd. Reeves werkte ook mee aan trainingsfilms van de First Motion Picture Unit.
Na de Tweede Wereldoorlog keerde Reeves terug naar Hollywood, maar veel studio’s aldaar hadden inmiddels hun aantal films dat ze per jaar wilden uitbrengen flink teruggeschroefd, of waren zelfs geheel gestopt. Reeves speelde in een paar thrillers met Ralph Byrd en in de filmreeks The Adventures of Sir Galahad.
Na de scheiding van zijn vrouw verhuisde Reeves naar New York, alwaar hij ging optreden in liveshows en televisieseries. In 1951 keerde hij terug naar Hollywood voor een rol in de film Rancho Notorious.

### Superman
In juni 1951 kreeg Reeves de rol aangeboden van Superman voor de serie Adventures of Superman. Hij was eerst terughoudend omdat hij, net als veel acteurs destijds, televisie als inferieur beschouwde aan films, en bang was dat maar weinig mensen zijn werk zouden zien. Bovendien werd op de set van de serie een strak tijdschema aangehouden; per zes dagen moesten twee afleveringen worden voltooid. Reeves maakte zijn debuut als Superman in de film Superman and the Mole Men, die als pilotaflevering diende voor de serie. Alle acteurs van de serie kregen een streng contract, dat hen verbood ander werk, dat de productie van de serie kon hinderen, aan te nemen.
Reeves' vrees dat maar weinig mensen hem zouden zien bleek ongegrond; zijn populariteit als acteur nam door de serie sterk toe. Reeves besefte bovendien al snel dat veel kinderen die de show keken zijn personage als rolmodel zagen. Hij nam deze taak serieus door te stoppen met roken om zo een goed voorbeeld te geven.
De serie liep in totaal 104 afleveringen. Volgens zijn collega’s hield Reeves ervan om af en toe practical jokes met hen uit te halen op de set. Na twee seizoenen van de serie had Reeves echter duidelijk genoeg van zijn rol als Superman en het lage salaris dat hij betaald kreeg voor zijn werk. Hij wilde graag verder met zijn carrière. Tussen de seizoenen van Adventures of Superman trad Reeves nog sporadisch op in andere series en films. Tevens richtte hij zijn eigen productiebedrijf op met het plan een eigen serie op te gaan nemen op Hawai. Hij zag hier echter vanaf toen de producers van Adventures of Superman hem een hoger salaris aanboden. Hij bleef de rest van de serie de rol van Superman vertolken.

### Dood
Op 16 juni 1959 werd Reeves dood aangetroffen in de slaapkamer van zijn huis in Benedict Canyon. Volgens het politierapport zou hij tussen 1.30 en 2.00 uur zijn gestorven aan de gevolgen van een schot door het hoofd. De doodsoorzaak werd na onderzoek van de kamer en het verhoren van getuigen vastgesteld als zelfmoord, maar dit leidde tot veel controverse onder fans van Reeves. Het feit dat er geen kruitsporen op het lichaam van Reeves werden gevonden, zou erop kunnen duiden dat hij het wapen niet rechtstreeks tegen zijn hoofd had gezet, maar vanaf een afstandje was beschoten.
Reeves’ moeder, Helen Bessolo, liet de dood van haar zoon opnieuw onderzoeken door de Nick Harris Detective Agency. Dit onderzoek leverde echter niets nieuws op.
Wat er nu werkelijk met Reeves is gebeurd, blijft tot op heden onderwerp van discussie. In 1999 maakte de televisieserie Unsolved Mysteries bekend dat Reeves’ ex-vriendin, Tori Mannix, aan een priester zou hebben opgebiecht iets te maken te hebben met zijn dood. Onder andere de film Hollywoodland speelt in op de controverse omtrent het idee dat Reeves zelfmoord zou hebben gepleegd.

## Filmografie

### Films
| Jaar | Titel                      | Rol                                            | Notities                                              |
| ---- | -------------------------- | ---------------------------------------------- | ----------------------------------------------------- |
| 1939 | Espionage Agent            | Warrington's secretaris                        | Niet vermeld op aftiteling                            |
| 1939 | On Dress Parade            | Soldaat in loopgraven                          | Niet vermeld op aftiteling                            |
| 1939 | Gone with the Wind         | Stuart Tarleton – Scarlett's beau              | Vermeld als Brent Tarleton                            |
| 1940 | Fighting 69th              | Jack O'Keefe                                   | Niet vermeld op aftiteling                            |
| 1940 | Virginia City              | Major Drewery's telegrapher                    | Niet vermeld op aftiteling                            |
| 1940 | 'Til We Meet Again         | Jimmy Coburn                                   |                                                       |
| 1940 | Torrid Zone                | Sancho, Rosario's handlanger                   |                                                       |
| 1940 | Knute Rockne, All American | Distraught Player (Niet vermeld op aftiteling) | Alternatieve titel: A Modern Hero                     |
| 1941 | The Strawberry Blonde      | Harold                                         |                                                       |
| 1941 | Blood and Sand             | Kapitein Pierre Lauren                         |                                                       |
| 1941 | Lydia                      | Bob Willard                                    | Alternatieve titel: Illusions                         |
| 1941 | Dead Men Tell              | Bill Lydig                                     |                                                       |
| 1942 | Border Patrol              | Don Enrique Perez                              |                                                       |
| 1942 | Sex Hygiene                | Pool player #1                                 | U.S. Army documentaire                                |
| 1943 | So Proudly We Hail!        | Lt. John Summers                               |                                                       |
| 1944 | Winged Victory             | Lt. Thompson                                   | Vermeld als Sgt. George Reeves                        |
| 1945 | Airborne Lifeboat          | Piloot                                         |                                                       |
| 1947 | Champagne for Two          | Jerry Malone                                   | Alternatieve titel: Musical Parade: Champagne for Two |
| 1948 | Thunder in the Pines       | Jeff Collins                                   |                                                       |
| 1948 | The Sainted Sisters        | Sam Stoakes                                    | played the romantic interest of Veronica Lake         |
| 1949 | The Great Lover            | Williams                                       |                                                       |
| 1949 | Samson and Delilah         | Wounded messenger                              |                                                       |
| 1950 | The Good Humor Man         | Stuart Nagle                                   |                                                       |
| 1951 | Superman and the Mole Men  | Kal-El / Clark Kent / Superman                 | Alternatieve titel: Superman and the Strange People   |
| 1952 | Rancho Notorious           | Wilson                                         |                                                       |
| 1953 | The Blue Gardenia          | Police Capt. Sam Haynes                        |                                                       |
| 1953 | From Here to Eternity      | Sgt. Maylon Stark                              | Niet vermeld op aftiteling                            |
| 1954 | Stamp Day for Superman     | Kal-El / Clark Kent / Superman                 |                                                       |
| 1956 | Westward Ho, the Wagons!   | James Stephen                                  |                                                       |

### Televisie
| Jaar       | Titel                  | Rol                            | Notities                        |
| ---------- | ---------------------- | ------------------------------ | ------------------------------- |
| 1949       | The Clock              |                                | 2 afleveringen                  |
| 1949– 1950 | Suspense               | Bill Reed                      | 4 afleveringen                  |
| 1951– 1958 | Adventures of Superman | Kal-El / Clark Kent / Superman | 104 afleveringen                |
| 1952       | Fireside Theater       | John Carter                    | 1 aflevering                    |
| 1952       | Ford Theatre           | James Lindsey – Father         | 1 aflevering                    |
| 1957       | I Love Lucy            | Superman                       | Aflevering: "Lucy and Superman" |